# Kostromka
Kostromka (ukr. Костромка) – wieś na Ukrainie, w obwodzie chersońskim, w rejonie berysławskim. W 2001 liczyła 181 mieszkańców.